# فولتالی
فولتالی (به لاتین: Fultali) یک منطقهٔ مسکونی در بنگلادش است که در ناحیه کومیلا واقع شده‌است. فولتالی ۵٫۵ کیلومتر مربع مساحت و ۳٬۴۵۹ نفر جمعیت دارد.